# Вокул-Дабелов
Вокул-Дабелов (њем. Wokuhl-Dabelow) општина је у њемачкој савезној држави Мекленбург-Западна Померанија. Једно је од 53 општинска средишта округа Мекленбург-Штрелиц. Према процјени из 2010. у општини је живјело 583 становника. Посједује регионалну шифру (AGS) 13055086.

## Географски и демографски подаци
Вокул-Дабелов се налази у савезној држави Мекленбург-Западна Померанија у округу Мекленбург-Штрелиц. Општина се налази на надморској висини од 73 метра. Површина општине износи 46,2 km². У самом мјесту је, према процјени из 2010. године, живјело 583 становника. Просјечна густина становништва износи 13 становника/km².